# Wilhelm Hasselbach
Wilhelm Hasselbach (* 15. Oktober 1921 in Falkenstein; † 7. November 2015 in Heidelberg) war ein deutscher Biochemiker.

## Leben
Wilhelm Hasselbach besuchte in Falkenstein die Grundschule. Die gymnasialen Ausbildung erfolgte an der Musterschule, Frankfurt am Main.
Ein 1939 begonnenes Studium von Chemie und Physik an der Johann Wolfgang Goethe-Universität Frankfurt am Main wurde durch den Militärdienst im Zweiten Weltkrieg unterbrochen. Nach einer Kriegsverletzung erfolgte eine Umorientierung auf ein Studium der Medizin, das während des Krieges an verschiedenen Universitäten fortgeführt wurde. Nach Kriegsende vollendete er das Studium der Medizin an der Philipps-Universität Marburg und promovierte 1949 mit einer Arbeit über den Wirkungsmechanismus des Acetylcholins nach Versuchen an der Froschlunge. Von 1949 bis 1954 arbeitete er am Physiologischen Institut der Universität Tübingen in der Gruppe von Hans Hermann Weber über die Prozesse, die zur Muskelkontraktion führen. Zusammen mit Hans Herrman Weber wechselte er 1954 nach Heidelberg an das Max-Planck-Institut für medizinische Forschung. 1957 wurde er mit Arbeiten zur Wechselwirkung verschiedener Nukleosidtriphosphate mit den Muskelproteinen Aktin und Myosin im Gelzustand von der medizinischen Fakultät der Ruprecht-Karls-Universität Heidelberg habilitiert, die ihn 1961 zum außerplanmäßigen Professor und 1968 zum Honorarprofessor ernannte. 1961 wurde er wissenschaftliches Mitglied der Max-Planck-Gesellschaft. Von 1966 bis 1989 war er Direktor am Max-Planck-Institut für medizinische Forschung, dessen Geschäftsführung er mehrmals innehatte.

## Wirken
Die Entdeckung der Kalziumpumpe, die es einem angespannten Muskel ermöglicht, wieder zu erschlaffen, gelang ihm 1961. Während jeder Anspannung eines Muskels wird das Innere seiner Fasern von Kalzium-Ionen überflutet, die aus dem sarkoplasmatischen Retikulum ausgeschüttet werden und die kontraktilen Proteinstrukturen aktivieren. Die Muskelerschlaffung setzt erst ein, wenn die ATP-getriebene Kalziumpumpe die Kalziumionen in winzige intrazelluläre Speicherbläschen des sarkoplasmatischen Retikulums zurückpumpt und damit unwirksam macht. Die Rolle der Kalziumpumpe ist nicht nur für das Verständnis der Muskel- bzw. Herzfunktion wichtig, sondern auch von ganz genereller Bedeutung, denn Kalziumionen sind ein universeller intrazellulärer Regulator biologischer Prozesse. In fast allen Zellen findet Kalziumtransport statt, nicht zuletzt auch in den Nervenzellen des Gehirns.
Für diese Entdeckung wurde er 1963 mit dem Feldberg-Preis ausgezeichnet. Seine weiteren Arbeiten ergründeten die Funktionsweise der Kalziumpumpe, so zum Beispiel auch die Gewinnung des zellulären Energieträgers Adenosintriphosphat (ATP) durch die Umkehrung der ATP-Spaltung, sowie die chemischen und physiologischen Bedingungen für ihren Ablauf.

## Ehrungen und Mitgliedschaften
- 1963: Feldberg-Preis
- 1964: Gründungsmitglied der European Molecular Biology Organization
- 1969: Mitglied der Deutschen Akademie der Naturforscher Leopoldina[1]
- 1975: Mitglied der Brasilianischen Akademie der Wissenschaften
- 1986: Paul-Morawitz-Preis der Deutschen Gesellschaft für Kardiologie – Herz- und Kreislaufforschung[2]
- 1991: Ehrenmitglied der deutschen Gesellschaft für Physiologie

## Veröffentlichungen
- Muskel (Physiologie des Menschen). Urban und Schwarzenberg; 2. Auflage (1975). ISBN 978-3-541-04902-8
- Hasselbach, W. and Makinose, M. 1961. Die Calciumpumpe der "Erschlaffungsgrana" des Muskels und ihre Abhängigkeit von der ATP-Spaltung. Biochem. Z. vol. 333, p. 518–528
- Hasselbach, W. and Makinose, M. 1963. Über den Mechanismus des Calciumtransportes durch die Membranen des sarkoplasmatischen Reticulums. Biochem. Z. vol. 339, p. 94–111
- Hasselbach, W. and Elfvin, L. G. 1967. Structural and chemical asymmetry of the calcium-transporting membranes of the sarcotubular system as revealed by electron microscopy. Journal of Ultrastructure Research. vol. 17, p. 598–622
- Makinose, M. and Hasselbach, W. 1971. ATP synthesis by the reverse of the sarcoplasmic calcium pump. FEBS Letters. vol. 12, p. -
- Hasselbach, W. 1989. From frog lung to calcium pump. Membrane Transport: People and Ideas. Am. Physiol. Soc. p. - 187–201
- Hasselbach, W. and Migala, A.: How many ryanodine binding sites are involved in caffeine induced calcium release from sarcoplasmic reticulum terminal cisternae vesicles?. In: Zeitschrift für Naturforschung C. 47, 1992, S. 136–147 (PDF, freier Volltext).